# The Guide
The Guide (Oekraïens: Поводир, Povodyr) is een Oekraïense dramafilm uit 2014 van Oles Sanin. De film was geselecteerd als Oekraïense inzending voor de Oscar voor beste internationale film voor de 87ste Oscaruitreiking maar werd niet genomineerd.

## Plot
Tijdens de jaren 1930 in de met hongersnood kampende Oekraïense Socialistische Sovjetrepubliek arriveert de Amerikaanse ingenieur Michael Shamrock met zijn tienjarige zoon in Charkiv om te 'helpen bouwen aan het socialisme'. Hij wordt verliefd op de actrice Olga, die echter al een bewonderaar heeft in overheidsfunctionaris Vladimir. Shamrock komt onder tragische omstandigheden te overlijden na het verkrijgen van geheime documenten over repressie door de overheid. Zijn zoon, die de documenten verborgen heeft, wordt gered door een blinde kobzar. De jongen wordt zijn gids en samen moeten ze zien te overleven.

## Rolverdeling
- Stanislav Boklan als Ivan Kocherga
- Jeff Burrell als Michael Shamrock
- Anton Sviatoslav Greene als Peter Shamrock
- Oleksandr Kobzar als Comrade Vladimir
- Iryna Sanina als Orysia
- Jamala als Olga

## Prijzen en nominaties
| Jaar | Prijs                                    | Categorie                     | Nominatie         | Resultaat   |
| ---- | ---------------------------------------- | ----------------------------- | ----------------- | ----------- |
| 2014 | Internationaal filmfestival van Odessa   | Beste acteur                  | Stanislav Boklan  | Gewonnen    |
| 2014 | Internationaal filmfestival van Odessa   | Juryprijs voor cinematografie | Sergiy Mykhalchuk | Gewonnen    |
| 2014 | Internationaal filmfestival van Odessa   | Grand Prix                    | Oles Sanin        | Genomineerd |
| 2014 | Internationaal filmfestival van Warschau | Grand Prix                    | Oles Sanin        | Genomineerd |